# Cesár Sampson
Cesár Sampson (født 18. august 1983) er en østrigsk sanger, sangskriver og model, som repræsenterede Østrig ved Eurovision Song Contest 2018 med sangen "Nobody but you". Han opnåede en tredjeplads i den europæiske sangkonkurrence. I finalen var han nummer 1 hos juryerne med 271 point men blev nr 13 hos seerne med 71 point sammenlagt endte han på en tredjeplads med 342 point.